# Jonathan Fowler
Pour les articles homonymes, voir Fowler.

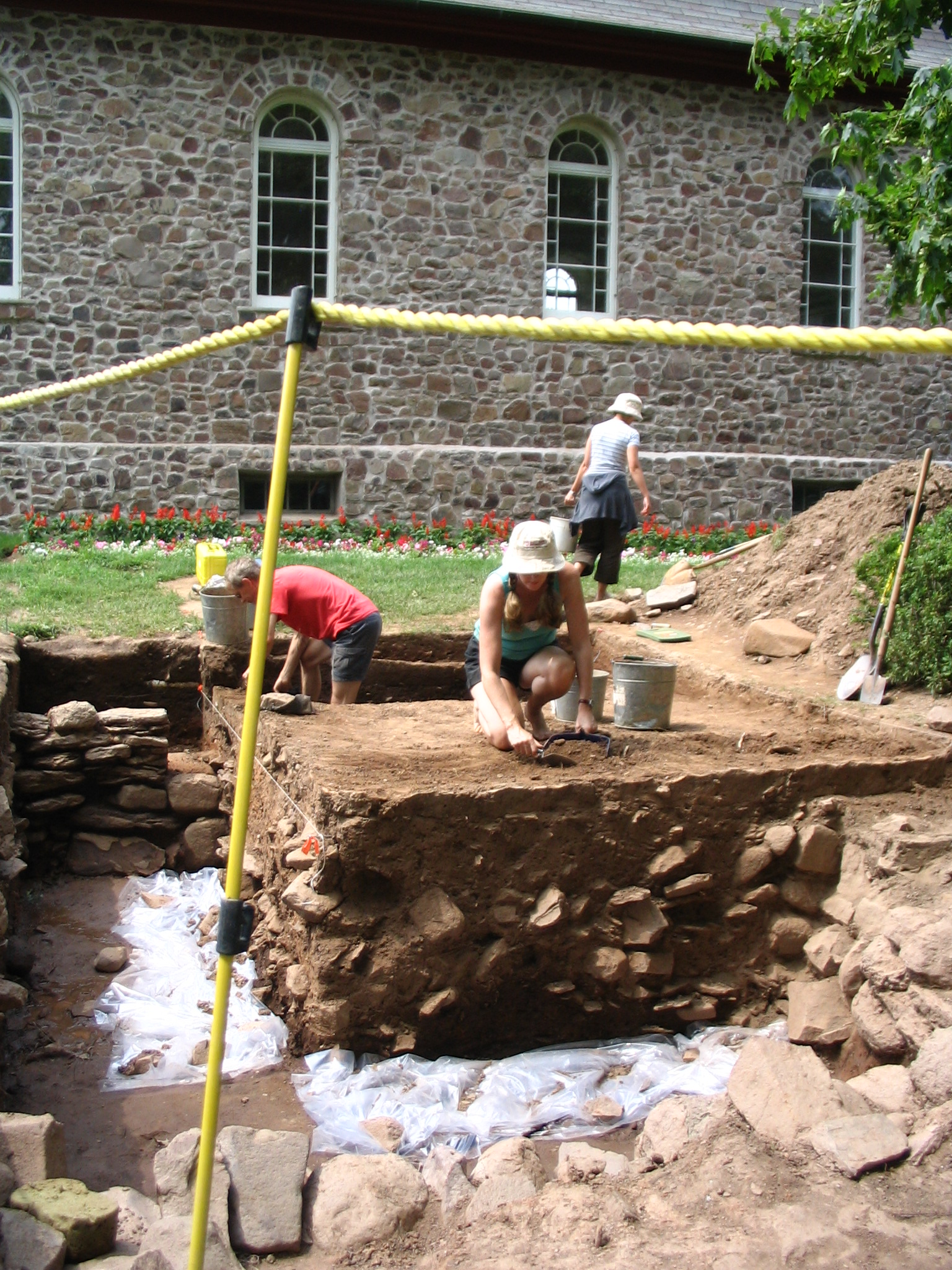
Des étudiants du professeur Fowler effectuant des fouilles archéologiques à Grand-Pré.

Jonathan Fowler est un archéologue canadien. Il enseigne à l'Université Saint Mary's de Halifax, en Nouvelle-Écosse. Il détient des diplômes de l'Université Saint Mary's, de l'Université Acadia, de l'Université de Sheffield et de l'Université d'Oxford. Il est connu pour ses fouilles archéologiques à Grand-Pré, un site du patrimoine mondial. Il y dirige en effet depuis 2001 une école de terrain en archéologie. Il est coauteur, avec Paul Erickson, de deux livres populaires sur l'archéologie, soit Underground Nova Scotia (2010) et Underground New Brunswick (2013). En 2013, il publie avec Earle Lockerby Jeremiah Bancroft at Fort Beauséjour and Grand-Pré, une version annotée du journal de Jeremiah Bancroft, un soldat britannique ayant servi lors de la déportation des Acadiens.

### Biobliographie
- (en) Paul Erickson et Jonathan Fowler, Underground Nova Scotia : Stories of Archaeology, Halifax, Nimbus Publishing, 2010, 172 p. (ISBN 978-1-55109-792-3)
- (en) Paul Erickson et Jonathan Fowler, Underground New Brunswick, Halifax, Nimbus Publishing, 2013, 176 p. (ISBN 978-1-77108-095-8)
- (en) Jonathan Fowler et Earle Lockerby, Jeremiah Bancroft at Fort Beauséjour and Grand-Pré, Kentville, Gaspereau Press, 2013, 112 p. (ISBN 978-1-55447-119-5)